# 1980-ті у кіно

## Фільми
Фільми 1981 20 грудня (фільм) 34-й швидкий Акмаль, дракон і принцеса Акорди довгого життя (фільм, 1981) Аліса у Дивокраї (анімаційний мінісеріал, 1981) Американська трагедія (фільм, 1981) Американський перевертень у Лондоні Андрій і злий чарівник Ану, дідусі! Ас (фільм) Балада про пісню Без лихого наміру Бездоганна репутація Безнадійний випадок Бережіть жінок Битва титанів Бідна Маша Білий танець (фільм) Боротьба за вогонь (фільм) Брелок з секретом Бродяга (фільм, 1981) Будемо чекати, повертайся (фільм, 1981) Будинок розваг (фільм) Будь здоровий, дорогий! Буйний Терек Було у батька три сини В останню чергу Ва-банк (фільм) Важкий метал (мультфільм) Важкий початок Вакансія (фільм) Валентина (фільм, 1981) Ванька Жуков Василь і Василиса Вбивця Розмарі Ведмежа (фільм) Велике коротке життя Великий самоїд Вибір зброї Викрадення століття Викрадення чародія (фільм, 1981) Високий перевал Виття (фільм) Вишневий сад (фільм, 1981) Від зими до зими Відпустка за свій кошт Відрядження до санаторію Відставної кози барабанщик Візьми очі в руки! Вітрила мого дитинства Вічна вистава Вовк і ягня (мультфільм, 1981) Вогняні колісниці (фільм) Вони були акторами Вони всі сміялися Восьме диво світу (фільм, 1981) Все навпаки Всі гроші з гаманцем Всім — спасибі!.. Втеча з Нью-Йорка Входить ніндзя Гаряча жувальна гумка 3 Голий космос (фільм) Горобинові ворота Готель «Америка» Гра (фільм, 1981) Гра без козирів Два голоси Два дні у грудні (фільм) Два рядки дрібним шрифтом Джерело (фільм, 1981) Дивна справа (фільм, 1981) Дивні залишки (фільм) Дівчина і Гранд Дівчина і море (фільм, 1981) Дідусь дідуся нашого дідуся Дім Бернарди Альби (фільм) Для любителів розв'язувати кросворди До побачення, Медео! До скарбів авіакатастрофи Довгий шлях в лабіринті Додатковий слід Домовик (фільм, 1981) Дорога Умрао Дочка командира Дочка конокрада Други ігрищ та забав Дружина пішла Душа (фільм) Дякую за нельотну погоду Егле Езоп (телефільм) Екскалібур (фільм, 1981) Єдиний чоловік Жар тіла Жертва науки Життя і пригоди чотирьох друзів Жінка у білому (фільм) Жінка французького лейтенанта (фільм) Жінка, що неймовірно зменшується Жінки жартують серйозно З вечора до полудня За шкуру поліцейського Загадка колонії втікачів Залишаюся з вами Замовкни, коли говориш! Затишшя (фільм) Здоровань Зловісні мерці Злодій (фільм, 1981, США) Злочинець і адвокати Зниклі серед живих Зовнішньозем'я Золоте курча (мультфільм) Золоте руно (фільм) Золоті рибки (фільм) Золоті черевички Зорепад (фільм) Зустріч біля високих снігів І з вами знову я... (фільм, 1981) І сестра їх Либідь Індіана Джонс: У пошуках втраченого ковчега Історія одного кохання Його відпустка Казка, розказана вночі Капелюх (фільм) Капіж (фільм) Карнавал (фільм) Кидок Клуб монстрів Колесо історії (фільм) Коли йдуть кити Команда Шаркі Комендантська година (фільм) Контакт (фільм, 1981) Континентальний вододіл Контрольна зі спеціальності Конфліктна ситуація Кохана жінка механіка Гаврилова Коханець леді Чаттерлей (фільм, 1981) Краплі дощу Кривавий день народження Крик тиші (фільм, 1981) Круасани з вершками Куди він дінеться! Куди зник Фоменко? Ленін в Парижі Лис і мисливський пес Листоноша завжди дзвонить двічі (фільм, 1981) Лицарі на колесах Лікарка надає перевагу морякам Лімузин кольору білої ночі Лінія життя (фільм, 1981) Лісова пісня. Мавка Літо закінчується восени Люби, люби, а голови не губи Любі мої москвичі Любов моя — революція Любов моя вічна Люди на болоті Людина із заліза Лютневий вітер Мальвіль (фільм) Марія, Мирабела Медовий місяць в Америці Мефісто Ми діти зі станції Зоо Ми смерті дивилися в обличчя Ми, що нижче підписалися (фільм) Мир вашому дому (фільм, 1981) Мій кривавий Валентин (фільм, 1981) Міс «45 калібр» Мішка, Малюк й інші Млин на околиці міста Молодість, випуск 5-й Московський цирк. Сто років Мужність (фільм, 1981) На Гранатових островах На золотому озері (фільм, 1981) На межі століть На початку гри На чужому святі Найкраща дівчинка у світі Наказ: вогонь не відкривати Народжені бурею (фільм, 1981) Наше покликання Не бійся, я з тобою! Не ставте Лісовику капкани… Небезпечний вік (фільм, 1981) Небесні стежки Невдахи (фільм, 1981) Немухінські музиканти Непокірна Неспокійне літо Ніхто не ідеальний Ніч голови Ніч коротка Ніч на четвертому колі Нічні яструби Обрані (фільм, 1981)
  Фільми 1982 4:0 на користь Тетянки 48 годин 1990: Воїни Бронкса Абетка мудрості Айвенго (фільм, 1982) Аліса в Задзеркаллі (мультфільм) Англійський вальс (фільм) Андроїд (фільм, 1982) Анюта (фільм) Ас із асів Ассоль (фільм) Ба-бу-сю! Бабуся-генерал Багаті, дуже багаті ... насправді в одних трусах Багач, бідняк... (фільм, 1982) Бакалія Теда Барилюка Балада про доблесного лицаря Айвенго Банда шести Барбора Радвілайте Батьки і діди (фільм, 1982) Батьків не вибирають Без видимих причин (фільм, 1982) Без паніки, майор Кардош! Без року тиждень Бережіть чоловіків! Бій на перехресті Білий шаман Біля кромки поля Бінго-Бонго Блюз під дощем Богомол (фільм, 1982) Божевільний (фільм, 1982) Болотяна істота (фільм, 1982) Бонні і Клайд по-італійськи Брат (фільм, 1982) Будинки на перехресті Будинок, який побудував Свіфт Будьте моїм чоловіком Бум 2 Варварин день Варіола вера Василь Буслаєв (фільм) Вердикт (фільм, 1982) Весільна подорож перед весіллям Весільний подарунок Взяти живим Ви вмієте грати на піаніно? Ви чия, стареча? (фільм, 1982) Вибачте, будь ласка Вибачте, якщо мало Вибір Софії (фільм, 1982) Виклик (фільм, 1982) Вимушена помста Випадок в квадраті 36-80 Відкрите серце (фільм) Відкриття (фільм, 1982) Віктор/Вікторія Вінсент (мультфільм) Владивосток, рік 1918 Вогняний лис Вода Пабяржиса Вокзал для двох Володарі часу (мультфільм) Все могло бути інакше Гай пам'яті Ганді (фільм) Гарно жити не заборониш Гаряча жувальна гумка 4: Троє в армії Гей, красунчик Гікор Години відвідування (фільм) Голова Тереона Голос (фільм, 1982) Гонки по вертикалі Гонщик у часі Господар води Гранд-готель «Ексельсіор» Грачі (фільм) Грибний дощ Давай одружимося (фільм) Дантон (фільм, 1982) Дві глави з сімейної хроніки Двійники (фільм) День народження (фільм, 1982) Державний кордон. Східний кордон Десь плаче іволга... Дзвін священної кузні Дивись веселіше Дивлячись одна на одну Диня (фільм) Дитячий світ (фільм) Дихання грози Ділова поїздка Дмитрій II (фільм) Додому! (фільм, 1982) Допит (фільм) Дорога (фільм, 1982) Дощику, дощику, припусти! Дуже давня казка Жага смерті 2 Жандарм та жандарметки Жива веселка Житіє святих сестер Жіночі радощі й печалі Журавлик (мультфільм, 1982) З кішки все і почалося... З тих пір, як ми разом За законами воєнного часу За щастям Забуті речі Загадка кубачинського браслета Зайвий квиток Займаючись любов'ю Закон вічності Закоханий за власним бажанням Залишити слід Захоплення (фільм, 1982) Зачарований будинок Зірка і смерть Хоакіна Мур'єти (фільм) Зло під сонцем (фільм) Знайди свій дім Знайти і знешкодити Знахар (фільм, 1982) Знедолені (фільм, 1982) Зниклий безвісти (фільм, 1982) Золота жила Зоряне відрядження (фільм) Зоряний шлях 2: Гнів Хана Зупинився поїзд Іван (фільм, 1982) Іграшка (фільм, 1982) Ідентифікація жінки Інспектор ДАІ Інспектор Лосєв Інформатор (фільм, 1982) Іншопланетянин (фільм) Істота (фільм) Істота в кошику Казки… казки… казки старого Арбату Калейдоскоп жахів (фільм) Каракуми, 45 у тіні Карателі (фільм) Картинки старого Тбілісі (мультфільм, 1982) Кафе Плоть Кафедра (фільм, 1982) Керель Клас 1984 Козача застава Колискова для брата Колосок (мультфільм) Конан-варвар (фільм) Кордон (фільм) Корида (фільм) Король комедії (фільм) Коротке повчання у коханні Кояніскаці Крадіжка (фільм, 1982) Крапля меду Кривава вечірка Кривавий приплив (фільм) Крик павича Крізь вогонь Круті часи в «Ріджмонт Хай» Кукарача (телефільм, 1982) Кукарача (фільм, 1982) Культпохід до театру Купальська ніч Лабіринт бажань Лебеді у ставку Лис і дрізд Лісоруби Лома — забутий друг Лорд Дракон Любов і гроші Люди-коти (фільм, 1982) Людина з притону Людина, яка закрила місто Людмила (фільм) Маєток живих мерців Массараті і мозок Мати Марія Мегре вагається Межа бажань Мертві спідниць не носять Механіка щастя Меч і чаклун (фільм) Ми (фільм) Ми жили по сусідству Митниця (фільм) Місце під сонцем (фільм, 1982) Мовчазна лють Молодими залишилися назавжди Молодість. Випуск 4-й Моя сім'я (фільм, 1982) Мужики!.. Наврочили! Надія і опора Найдовша соломинка Найкращий маленький бордель в Техасі (фільм) Найкращі друзі (фільм)
  Фільми 1983 Кінокомедії 1983 Повернення джедая Фільми СРСР 1983 Телесеріали 1983 Телефільми 1983  Фантастичні фільми 1983 Фільми Алжиру 1983 Фільми Великої Британії 1983 Фільми жахів 1983 Фільми Італії 1983 Фільми Німеччини 1983 Фільми США 1983 Фільми України 1983 Фільми Франції 1983 Фільми Японії 1983
  Фільми 1984 Документальні фільми 1984 Кінокомедії 1984 Фільми СРСР 1984 Телесеріали 1984 Телефільми 1984  Фантастичні фільми 1984 Фільми Великої Британії 1984 Фільми жахів 1984 Фільми Італії 1984 Фільми Німеччини 1984 Фільми Польщі 1984 Фільми США 1984 Фільми України 1984 Фільми Франції 1984 Фільми Японії 1984
  Фільми 1985 Незалежні фільми 1985 Фільми Болгарії 1985 Кінокомедії 1985 Фільми СРСР 1985  Телесеріали 1985 Телефільми 1985  Фантастичні фільми 1985 Фільми Аргентини 1985 Фільми Великої Британії 1985 Фільми жахів 1985 Фільми Італії 1985 Фільми Польщі 1985 Фільми США 1985 Фільми України 1985 Фільми Франції 1985 Фільми Японії 1985
  Фільми 1986 Фільми Болгарії 1986 Документальні фільми 1986 Кінокомедії 1986 Фільми СРСР 1986 Телесеріали 1986 Телефільми 1986  Фантастичні фільми 1986 Фільми Австралії 1986 Фільми Великої Британії 1986 Фільми жахів 1986 Фільми Італії 1986 Фільми Німеччини 1986 Фільми Польщі 1986 Фільми США 1986 Фільми України 1986 Фільми Франції 1986
  Фільми 1987 Кінокомедії 1987 Фільми СРСР 1987  Телесеріали 1987 Телефільми 1987  Фантастичні фільми 1987 Фільми Великої Британії 1987 Фільми жахів 1987 Фільми Італії 1987 Фільми Польщі 1987 Фільми США 1987 Фільми України 1987 Фільми Франції 1987
  Фільми 1988 Фільми Болгарії 1988  Документальні фільми 1988 Кінокомедії 1988 Незалежні фільми 1988 Фільми СРСР 1988  Телесеріали 1988 Телефільми 1988  Фільми України 1988  Фантастичні фільми 1988 Фільми Великої Британії 1988 Фільми жахів 1988 Фільми Італії 1988 Фільми Канади 1988 Фільми Мексики 1988 Фільми Польщі 1988 Фільми США 1988 Фільми Франції 1988 Фільми Японії 1988
  Фільми 1989  Документальні фільми 1989 Кінокомедії 1989 Фільми СРСР 1989  Телесеріали 1989 Телефільми 1989  Фільми України 1989  Фантастичні фільми 1989 Фільми Великої Британії 1989 Фільми жахів 1989 Фільми Італії 1989 Фільми Німеччини 1989 Фільми Польщі 1989 Фільми США 1989 Фільми Франції 1989 Фільми Японії 1989